# Шахворостовка (Полтавская область)
Ша́хворостовка (укр. Шахворостівка) — село,
Шахворостовский сельский совет,
Миргородский район,
Полтавская область,
Украина.
Код КОАТУУ — 5323289201. Население по переписи 2001 года составляло 773 человека.
В Центральном Государственном Историческом Архиве Украины в городе Киеве есть документы православной церкви за 1750-1794 год
Является административным центром Шахворостовского сельского совета, в который, кроме того, входят сёла
Деркачи,
Любивщина,
Малиновка,
Трудолюб и
Круглик.

## Географическое положение
Село Шахворостовка находится на правом берегу реки Лихобабовка,
выше по течению на расстоянии в 1,5 км расположено село Круглик,
ниже по течению примыкает село Трудолюб,
на противоположном берегу — село Малиновка.
Рядом проходит автомобильная дорога Р-42.
Село указано на специальной карте Западной части России Шуберта 1826-1840 годов как Шафоростовка

## Объекты социальной сферы
- Школа.
- Дом культуры.

## Известные люди
В селе родился, жил и умер Герой Советского Союза Василий Лазаренко.